# 1951
1951. је била проста година.

## Догађаји

### Јануар
- 4. јануар — Севернокорејске и кинеске трупе су у Корејском рату заузеле Сеул.

### Фебруар
- 27. фебруар — Ратификован је 22. амандман на устав САД, којим је број мандата америчких председника ограничен на два.

### Април
- 18. април — Потписан Париски споразум, чиме је формално успостављена Европска заједница за угаљ и челик.

### Септембар
- 8. септембар — У Сан Франциску је потписан мировни уговор између Јапана и 49 земаља којим су Јапану су одузете све територије освојене за последњих 80 година.
- 20. септембар — Грчка и Турска постале су чланице НАТО-а.

### Октобар
- 26. октобар — Винстон Черчил је поново изабран за премијера Уједињеног Краљевства (месец дана пре свог 77. рођендана) на општим изборима на којима је поразио лабуристичку владу Клемента Атлија, након 6 година на власти.

### Новембар
- 11. новембар — Хуан Перон поново изабран за председника Аргентине.

## Рођења

### Јануар
- 4. јануар — Милорад Косановић, српски фудбалер и фудбалски тренер[1]
- 9. јануар — Кристал Гејл, америчка музичарка[2]
- 12. јануар — Керсти Али, америчка глумица (прем. 2022)[3]
- 12. јануар — Раш Лимбо, амерички радијски водитељ, конзервативни политички коментатор и писац (прем. 2021)[4]
- 23. јануар — Дејвид Патрик Кели, амерички глумац[5]
- 30. јануар — Фил Колинс, енглески музичар, музички продуцент и глумац[6]
- 30. јануар — Енди Андерсон, енглески музичар, најпознатији као бубњар групе The Cure (прем. 2019)

### Фебруар
- 4. фебруар  — Патрик Бергин, ирски глумац[7]
- 14. фебруар — Кевин Киган, енглески фудбалер и фудбалски тренер[8]
- 15. фебруар — Џејн Симор, енглеска глумица[9]
- 20. фебруар — Гордон Браун, британски политичар, премијер Уједињеног Краљевства (2007—2010)[10]

### Март
- 1. март — Горан Ракочевић, српски кошаркаш
- 4. март — Кени Далглиш, шкотски фудбалер и фудбалски тренер[11]
- 4. март — Зоран Жижић, црногорски политичар, премијер СРЈ (2000—2001). (прем. 2013)[12]
- 4. март — Крис Рија, енглески музичар[13]
- 7. март — Бранимир Бабарогић, српски фудбалски голман и фудбалски судија (прем. 2018)[14]
- 7. март — Ненад Стекић, српски атлетичар (скок удаљ) (прем. 2021)[15]
- 17. март — Курт Расел, амерички глумац[16]

### Април
- 12. април — Том Нунан, амерички глумац[17]
- 13. април — Јоахим Штрајх, немачки фудбалер и фудбалски тренер (прем. 2022)[18]
- 17. април — Оливија Хаси, енглеско-аргентинска глумица (прем. 2024)[19]
- 20. април — Нада Блам, српска глумица[20]
- 30. април — Марко Брецељ, словеначки музичар, најпознатији као суоснивач и певач групе Булдожер (прем. 2022)[21]

### Мај
- 3. мај — Кристофер Крос, амерички музичар[22]
- 8. мај — Мајк Д'Антони, америчко-италијански кошаркаш и кошаркашки тренер[23]
- 17. мај — Иван Каталинић, хрватски фудбалер и фудбалски тренер[24]
- 22. мај — Божо Јанковић, босанскохерцеговачки фудбалер (прем. 1993)[25]
- 23. мај — Анатолиј Карпов, руски шахиста[26]
- 23. мај — Андонис Самарас, грчки политичар, премијер Грчке (2012—2015)[27]
- 28. мај — Велимир Илић, српски политичар, оснивач и председник Нове Србије[28]
- 30. мај — Стивен Тоболовски, амерички глумац[29]
- 30. мај — Здравко Чолић, српски певач[30]

### Јун
- 8. јун — Бони Тајлер, велшка певачица[31]
- 11. јун — Маријан Бенеш, југословенски боксер (прем. 2018)[32]
- 13. јун — Стелан Скарсгорд, шведски глумац[33]
- 26. јун — Памела Белвуд, америчка глумица[34]
- 30. јун — Станли Кларк, амерички музичар и композитор, најпознатији као басиста и контрабасиста[35]

### Јул
- 4. јул — Славица Ђукић Дејановић, српска неуропсихијатарка и политичарка[36]
- 6. јул — Џефри Раш, аустралијски глумац[37]
- 8. јул — Анџелика Хјустон, америчка глумица, редитељка, продуценткиња, списатељица и модел[38]
- 9. јул — Крис Купер, амерички глумац[39]
- 9. јул — Предраг Милосављевић, српски музичар, најпознатији као члан групе Галија
- 21. јул — Робин Вилијамс, амерички глумац и комичар (прем. 2014)[40]
- 31. јул — Ивон Гулагонг, аустралијска тенисерка[41]

### Август
- 6. август — Кетрин Хикс, америчка глумица[42]
- 8. август — Луј ван Гал, холандски фудбалер и фудбалски тренер[43]
- 17. август — Роберт Џој, канадски глумац[44]
- 19. август — Џон Дикон, енглески музичар, најпознатији као басиста групе [45]
- 20. август — Мухамед Мурси, египатски политичар (прем. 2019)[46]
- 25. август — Роб Халфорд, енглески музичар, најпознатији као певач групе [47]

### Септембар
- 2. септембар — Марк Хармон, амерички глумац, продуцент и редитељ[48]
- 5. септембар — Паул Брајтнер, немачки фудбалер[49]
- 5. септембар — Мајкл Китон, амерички глумац, продуцент и редитељ[50]
- 6. септембар — Шабан Шаулић, српски певач (прем. 2019)[51]
- 12. септембар — Џо Пантолијано, амерички глумац[52]
- 13. септембар — Џин Смарт, америчка глумица[53]
- 15. септембар — Јохан Нескенс, холандски фудбалер и фудбалски тренер (прем. 2024)[54]
- 18. септембар — Ди Ди Рамон, амерички музичар, најпознатији као суоснивач, басиста и певач групе Ramones (прем. 2002)[55]
- 20. септембар — Хавијер Маријас, шпански књижевник (прем. 2022)[56]
- 22. септембар — Љиљана Драгутиновић, српска глумица[57]
- 22. септембар — Дејвид Кавердејл, енглески музичар, најпознатији као певач група Whitesnake и Deep Purple[58]
- 25. септембар — Боб Макаду, амерички кошаркаш и кошаркашки тренер[59]
- 25. септембар — Марк Хамил, амерички глумац[60]
- 26. септембар — Харис Џиновић, босанскохерцеговачки певач[61]
- 29. септембар — Шемса Суљаковић, босанскохерцеговачка певачица

### Октобар
- 1. октобар — Радиша Урошевић, српски певач[62]
- 2. октобар — Стинг, енглески музичар и глумац[63]
- 5. октобар — Карен Ален, америчка глумица[64]
- 5. октобар — Боб Гелдоф, ирски музичар, глумац и филантроп[65]
- 7. октобар — Енки Билал, француски аутор стрипова и редитељ[66]
- 15. октобар — Роско Танер, амерички тенисер[67]
- 20. октобар — Клаудио Ранијери, италијански фудбалер и фудбалски тренер[68]
- 27. октобар — К. К. Даунинг, енглески музичар, најпознатији као суоснивач и гитариста групе [69]

### Новембар
- 13. новембар — Пини Гершон, израелски кошаркаш и кошаркашки тренер[70]
- 16. новембар — Мигел Сандовал, амерички глумац[71]
- 25. новембар — Данило Лазовић, српски глумац (прем. 2006)[72]
- 25. новембар — Артуро Перез Реверте, шпански књижевник и новинар[73]
- 25. новембар — Џони Реп, холандски фудбалер и фудбалски тренер[74]
- 26. новембар — Илона Шталер, мађарско-италијанска порнографска глумица, политичарка и певачица[75]
- 27. новембар — Кетрин Бигелоу, америчка редитељка, продуценткиња и сценаристкиња[76]
- 27. новембар — Дражен Далипагић, српски кошаркаш и кошаркашки тренер (прем. 2025) [77]
- 27. новембар — Вера Фишер, бразилска глумица[78]

### Децембар
- 1. децембар — Трит Вилијамс, амерички глумац и писац (прем. 2023)[79]
- 9. децембар — Драган Пантелић, српски фудбалер и фудбалски тренер (прем. 2021)[80]
- 26. децембар — Жарко Варајић, српски кошаркаш (прем. 2019)[81]
- 26. децембар — Џон Скофилд, амерички музичар и композитор, најпознатији као џез-рок гитариста[82]

### Непознат датум
- Непознат датум — Миодраг М. Илић, српски басиста, композитор, текстописац, продуцент, аранжер.

## Смрти

### Јануар
- 27. јануар — Карл Манерхајм, фински маршал и државник[83]

### Април
- 29. април — Лудвиг Витгенштајн, енглески филозоф. (* 1889)[84]

### Јун
- 29. јун — Серс Копи, италијански бициклиста.[85]

### Јул
- 13. јул — Арнолд Шенберг, аустријски композитор[86]
- 23. јул — Филип Петен, француски маршал[87]

## Нобелове награде
- Физика — Сер Џон Даглас Кокрофт и Ернест Томас Синтон Волтон
- Хемија — Едвин Матисон Макмилан и Глен Теодор Сиборг
- Медицина — Макс Тајлер
- Књижевност — Пер Лагерквист
- Мир — Леон Жуо (Француска)
- Економија — Награда у овој области почела је да се додељује 1969. године